# 陶垕仲
陶垕仲，名鑄，江浙等處行中書省慶元路鄞縣（今浙江省寧波市）人，明朝政治人物。
洪武十六年，其以国子监生升任監察御史，因弹劾刑部尚書開濟至死而声名天下。不久，升任福建按察使，惩治贪官、支持教学、抚恤军民，受到朱元璋嘉奖。福建布政使薛大方貪暴，陶垕仲启奏弹劾，两人一同被逮入京。经讯问，治薛大方罪，而恢复陶垕仲职位。后死于任上。